# Niklas Beck
Niklas Beck (* 25. März 2001 in Vaduz) ist ein liechtensteinischer Fussballspieler.

## Karriere

### Verein
In seiner Jugend spielte Beck für den FC Triesenberg und den Hauptstadtklub FC Vaduz. Seine erste Station im Herrenbereich war der USV Eschen-Mauren, dem er sich 2019 anschloss. In der Saison 2020/21 steht er auf Leihbasis beim FC Ruggell unter Vertrag.

### Nationalmannschaft
Beck durchlief mehrere U-Nationalmannschaften, bevor er am 25. März 2021 beim 0:1 gegen Armenien im Rahmen der Qualifikation zur Fussball-Weltmeisterschaft 2022 sein Debüt in der A-Nationalmannschaft gab, als er in der 76. Minute für Noah Frick eingewechselt wurde.